# Трушникова, Евгения Александровна
Евге́ния Алекса́ндровна Тру́шникова (род. 23 февраля 1985, Саратов) — российский легкоатлетка. Чемпионка летних Паралимпийских игр 2004 года в Афинах, бронзовый призёр Паралимпийских игр, чемпионка мира и Европы. Заслуженный мастер спорта России.

## Биография
Трушникова Евгения Александровна родилась 23 февраля 1985 года в городе Саратове Саратовской области. У неё врожденные проблемы опорно-двигательного аппарата. Она более 17 лет целенаправленно занимается адаптивной физической культурой и спортом — легкая атлетика — бег на короткие и средние дистанции по классу Т-37.

## Награды
- Орден Дружбы (1 ноября 2007 года) — за заслуги в развитии физической культуры и спорта и многолетнюю добросовестную работу.[2]
- Медаль ордена «За заслуги перед Отечеством» II степени (10 сентября 2012 года) — за большой вклад в развитие физической культуры и спорта, высокие спортивные достижения на XIV Паралимпийских летних играх 2012 года в городе Лондоне (Великобритания).[3].
- Заслуженный мастер спорта России (2004).